# O, min Carl Gustaf
"O, min Carl Gustaf" är en sång skriven av Emil Norlander, och 1901 var den med i revyn I sjunde himlen. Den spelades  ursprungligen in på skiva 1906 av August Svensson.
Den sjöngs även av Kjerstin Dellert när svenska kungaparet gifte sig 1976, och syftade då på Carl XVI Gustaf. Versionen utkom på skiva 1978. Hennes inspelning låg även på Svensktoppen i elva veckor under perioden 4 juni–13 augusti 1978, med andraplats som högsta placering.